# Sacrifice (Supernatural)
"Sacrifice" é o vigésimo-terceiro e último episódio da 8ª temporada da série de televisão Supernatural, e 172º no geral. O episódio foi escrito por Jeremy Carver e dirigido por Phil Sgriccia. Foi transmitido pela primeira vez em 15 de Maio de 2013 na CW. No episódio, Sam faz o sacrifício supremo, a fim de completar os testes para bloquear os demônios da Terra com o último ensaio, sendo o próprio Crowley. Enquanto isso, Dean alia-se com Castiel e Metatron, a fim de terminar os julgamentos do Céu, mas eles são emboscados por Naomi e seus anjos, finalmente descobrem o que vai acontecer quando os feitiços serem terminados.
O episódio foi aclamado pela crítica, muitas citando-o como o melhor da temporada, desde a "Swan Song".

## Enredo
Jody Mills (Kim Rhodes) esta namorando com um homem que ela pensa que se chama Roderick, mas é, na verdade, Crowley (Mark A. Sheppard). Os dois se dão muito bem e Crowley afirma ter perdido alguém muito especial, lembrando Jody da morte de seu filho e marido e a faz começar a chorar. Jody vai ao banheiro para se acalmar, mas cai sob um feitiço de Crowley, que faz com que ela se engasgue com seu próprio sangue. Sam (Jared Padalecki) e Dean (Jensen Ackles) atendem a chamada de Crowley e fazem um acordo para ele parar. O acordo é que eles param de tentar fechar os Portões do Inferno e entregam a placa dos demônios, e em troca ele para de matar Jody e todos os outros que eles já salvaram. Dean concorda com a condição de trocar a placa dos anjos pela placa dos demônios, comprometendo-se a dizer "Eu me rendo".

## Recepção

### Os espectadores
O episódio foi assistido por 2.31 milhões de espectadores, com um 1.0/3 de compartilhamento entre os adultos com idade de 18 a 49 anos. Este foi um aumento de 13% na audiência em relação ao episódio anterior, que foi assistido por 2,07 milhões de telespectadores. 1.0% de todos os domicílios com televisores assistiram o episódio, enquanto 3% de todas as famílias, assistiam televisão na hora de assisti-lo. Sobrenatural classificado como o segundo programa mais assistido na The CW no dia, atrás de Arrow.

### Críticas
| Críticas profissionais | Críticas profissionais |
| Avaliações da crítica  | Avaliações da crítica  |
| Fonte                  | Avaliação              |
| ---------------------- | ---------------------- |
| IGN                    | 9.4                    |
| TV Fanatic             | 5.0 de 5.0 estrelas.   |

"O sacrifício" recebeu elogios da crítica por parte dos críticos. Diana Steenbergen da IGN deu ao episódio uma "Incrível" de 9,4 dos 10, e escreveu em seu veredito, "A oitava temporada de Supernatural saiu com uma nota alta com um jogo de mudança de reviravoltas e grandes atuações. Além disso, eles continuaram a tradição de usar Carry On Wayward Son, que nunca falha para obter o final da temporada começando na nota certa. Ficamos com várias cliffhangers: A condição de Sam depois de parar os testes, Castiel perder o seu poder angelical, e os anjos caindo do céu. Eu também estou curiosa para ver se Crowley será alterado depois de quase ser curado ou se ele voltará para o seu antigo eu. Além de Abaddon ser solto. Não vai ser suficiente para manter o show ocupado quando ele retorna na próxima temporada, com certeza." 